# وزارة الداخلية (إسبانيا)
وزارة الداخلية (بالإسبانية: Ministerio del Interior)‏ هي وزارة تابعة لحكومة إسبانيا مسؤولة عن الأمن العام وحماية الحقوق الدستورية وقيادة وكالات تطبيق القانون والأمن القومي وشؤون الهجرة والسجون و‌السلامة المرورية على الطرق.
من خلال وكيل وزارة الداخلية وهيئتها العليا، المديرية العامة للسياسة الداخلية، تكون الوزارة مسؤولة عن جميع الإجراءات المتعلقة بضمان التعددية السياسية والتشغيل السليم للعمليات الانتخابية.
تلقت هذه الوزارة تاريخياً العديد من التفرعات، مثل وزارة دي لا غوبيرناسيون (وزارة الحكم)، وزارة ديل أوردين بوبليكو (وزارة النظام العام)، ووزارة ديل جوستيسيا (وزارة الداخلية والعدل) عندما اشتركت الوزارة في واحدة.
تنفق إسبانيا حوالي 25,5 مليار دولار (22 مليار يورو) سنوياً على الأمن والنظام العام، مما يجعلها تبلغ 2% من إجمالي الناتج المحلي.

## المسؤوليات
وزارة الداخلية هي إحدى إدارات الإدارة العامة المسؤولة عن:
1. إعداد وتنفيذ سياسة الحكومة فيما يتعلق بالإدارة العامة للسلامة العامة.
2. تعزيز شروط ممارسة الحقوق الأساسية، خاصة فيما يتعلق بالحرية والسلامة العامة، على النحو المنصوص عليه في الدستور الإسباني والقوانين التي تشرحها.
3. إدارة وتنسيق قوات الأمن التابعة للدولة.
4. السيطرة على الشركات وموظفي الأمن الخاص.
5. ممارسة الكفاءات التي تُعطى في مجال الشرطة بموجب التشريعات الحالية في شؤون الهجرة.
6. نظام اللجوء، عديمي الجنسية، وحماية الأشخاص النازحين.
7. إدارة وتنظيم المؤسسات العقابية.
8. القيام بالإجراءات اللازمة لتنفيذ العمليات الانتخابية.
9. ممارسة الكفاءات الممنوحة قانوناً عن السلامة العامة.
10. الإدارة العامة لشرطة المرور والسلامة على الطرق.

وزير الداخلية، بصفته رئيس القسم، مسؤول عن:
1. تخطيط وإدارة وفحص جميع خدمات الوزارة.
2. القائد الأعلى لقوات أمن الدولة.
3. القيام بالواجبات الموكلة إليه بموجب قوانين أو لوائح خاصة أخرى.

## الهيكل
تنظم وزارة الداخلية في الهيئات التالية:[بحاجة لمصدر]
- أمانة الدولة الأمنية.
  - المديرية العامة للشرطة.
  - المديرية العامة للحرس المدني.
  - المديرية العامة للعلاقات الدولية والهجرة.
  - الأمانة العامة لمؤسسات السجون.
    - المديرية العامة للتنفيذ الجنائي وإعادة الإدماج الاجتماعي.
- وكيل وزارة الداخلية
  - الأمانة الفنية العامة.
  - المديرية العامة للسياسة الداخلية.
  - المديرية العامة للمرور.
  - المديرية العامة للحماية المدنية والطوارئ.
  - المديرية العامة لدعم ضحايا الإرهاب.

## التاريخ
في القرن الثامن عشر، أدى انقراض سلالة هابسبورغ ووصول العائلة الملكية الإسبانية إلى إصلاحات مؤسسية عميقة. بقدر ما يتعلق الأمر بالإدارة المركزية، فقد تم إحالتها إلى مجالس الشؤون الحكومية، مما جعلها تقع في الأمانة العامة للمكتب التي كانت قائمة من قبل، والتي كانت «عالمية» وفريدة من نوعها منذ إنشائها عام 1621. كان من الضروري تقسيمها إلى العديد من أمانات الدولة التي تعتني بالمواضيع الإدارية المتنوعة: بموجب المرسوم المؤرخ في 11 يوليو 1705، أنشأ فيليب الخامس «أمانة الدولة للحرب والخزانة» وواحدة أخرى «لكل شيء آخر».
لكن تراكم الأعمال والحاجة إلى هيئة أكثر مرونة أدى إلى نظام مماثل لنظام فرنسا: المرسوم الصادر في 30 نوفمبر 1714، الذي أنشأ أربع أمانات حكومية: الحرب والبحرية، وجزر الأنديز، والأعمال الكنسية، والعدالة والولاية القضائية والمسائل ذات الطبيعة المالية كانت تكمن في الخزانة العامة. مع تباينات طفيفة، نتيجة لإصلاحات مختلفة، استمر هذا الوضع حتى فترة 1754-1755. فيما يتعلق بأمانة مكتب الشؤون الكنسية والعدالة والولاية القضائية، بموجب المرسوم الصادر في 2 أبريل 1717، تم تغيير اسمها إلى وزارة العدل والحكومة السياسية وخزانة إسبانيا وجزر الهند. تم تكليفه من خوسيه رودريغو. في إصلاح عام 1720، تم تسمية الأمانة العامة لمكتب العدل والحكومة السياسية في إسبانيا وجزر الأنديز.
ومع ذلك، فإن السلف المباشر هو في بداية القرن التاسع عشر، الذي أنشأه جوزيف بونابرت لأول مرة في عام 1809 في تقليد النموذج الفرنسي وبعد بضع سنوات، في عام 1812، أنشأه مجلس قادس بتسمية أمين مكتب حكومة المملكة والجزر المجاورة وأمين مكتب حكومة المملكة لما وراء البحار.
مع عودة فيرناندو السابع، تم قمع كلا الأمرين في عام 1814، وتم ترميمهما خلال فترة حكم الثلاث سنوات الليبرالي والتي تم إنشاؤها كوزارة الداخلية في عام 1823، والتي استمرت لفترة قصيرة فقط بعد أن قمعها الملك فيرناندو. في عام 1832 تم إنشاء وزارة التنمية، التي تولت الكفاءات الأمنية، هرباً من طوائف «الداخلية» و «الحكم» لأنها كانت تذكرنا بوقت الحرب ضد نابليون بونابرت. في عام 1835 أصبح يُطلق عليها مرة أخرى «وزارة الداخلية».
في عام 1847، تم حل جميع المسائل المتعلقة بخدمات الأعمال العامة والاقتصادية والثقافية من وزارة الداخلية. حافظت وزارة الداخلية على وظائف النظام العام والتنظيم البلدي والمحلي - كونها مسؤولة عن المحافظين المدنيين - الصحة والبريد والتلغراف، وتم تأسيس المكتب الخارجي. تم تغيير ما يسمى الأقسام من قبل المديريات العامة، التي كان عددها يتغير في العقود التالية.
في عهد ألفونسو الثالث عشر (1902-1931)، أصبح معهد الإصلاحات الاجتماعية الذي تم إنشاؤه آنذاك (1903)، والمجلس الخيري الأعلى (1908)، ودائرة الصحة الداخلية (1909) معتمدة على وزارة الداخلية؛ تم تقسيم الإدارة العامة للأمن إلى قسمين، المراقبة والأمن، ثم سُميت النظام العام (1921)؛ وسعت الدائرة القانونية وظائفها إلى ما بعد فرع الإحسان (1913)؛ تم إنشاء الإدارة العامة للأعمال الخيرية (1919)، ووزارة الصحة (1921)، وإدارة الإمدادات (1925) وخدمة الإذاعة الوطنية (1929).
خلال الجمهورية الإسبانية الثانية، بقرار من رئاسة مجلس الوزراء في 16 أغسطس 1932، رُفعت إلى رتبة القانون في 8 سبتمبر، المديرية العامة للحرس المدني، التي كانت مرتبطة بوزارة الحرب، وتم نقل جميع الوكالات والخدمات التي يعولها إلى وزارة الداخلية، وإنشاء المفتشية العامة للحرس المدني. في عام 1933، تم نقل خدمات الصحة والرعاية الاجتماعية إلى وزارة العمل والصحة والرعاية الاجتماعية.
في عام 1959 تم إنشاء مكتب المرور المركزي بموجب القانون 47/1959، في 30 يوليو؛ الأمانة العامة الفنية بموجب المرسوم 1841/1960، المؤرخ 21 سبتمبر، وفقاً لأحكام قانون النظام القانوني لإدارة الدولة المؤرخ 26 يوليو 1957؛ ومركز معالجة البيانات بأمر 16 نوفمبر 1971. في عام 1977 تم تغيير اسمها إلى «وزارة الداخلية»، ومنذ ذلك الحين وحتى الآن حافظت وزارة الداخلية على هذا الاسم، باستثناء الفترة ما بين 1994 و 1996، عندما تم تغيير اسمها إلى وزارة العدل والداخلية، التي تم إنشاؤها هيئتان رئيسيتان هما أمانة الدولة للعدل وأمانة الدولة للداخلية.